# 庄司隆雄
庄司 隆雄（しょうじ たかお、1920年（大正9年）4月17日 - 没年不明）は、日本の実業家。巽興行代表社長。

## 経歴
横浜市出身。田辺家の三男として生まれ、庄司家を継ぐ。慶應義塾大学経済学部卒業。その後、巽興行代表社長を務め、熊谷観光開発代表取締役社長、高根カントリー倶楽部総支配人を兼任。
義弟の原田利彦も同じく後に高根カントリー倶楽部理事長を務めている。